# آتیک (فیلم)
آتیک (انگلیسی: Attica) یک فیلم تلویزیونی درام است که در سال ۱۹۸۰ منتشر شد و موفق به دریافت جایزه امی ساعات پربیننده گردید.